# George Foreman
George Foreman, známý jako Big George (10. ledna 1949 Marshall, Texas – 21. března 2025 Houston), byl americký profesionální boxer. Na LOH 1968 v Mexiku získal zlatou medaili, dvakrát byl držitelem titulu světového šampiona v těžké váze.

## Život
George Foreman se narodil jako páté dítě ze sedmi, vyrůstal na předměstí Houstonu. Dobře znal chudobu a od dětství byl rváč: „Vyrůstal jsem na ulici, kradl jsem, přepadával lidi a skrýval se před policií," uvedl. V 16 letech byl poslán do nápravného ústavu.
Na LOH 1968 v Mexiku získal zlatou olympijskou medaili. „Někdo mi do ruky vrazil americkou vlaječku. Zaskočilo mě to. Nevěděl jsem, co mám dělat. Potom už mě ovládla jenom radost. Zapomněl jsem na všechny ústrky a barvu své pleti,“ komentoval své vítězství.
Roku 1973 po zápase s Joem Frazierem získal titul světového šampiona v těžké váze. V říjnu 1974 jej o něj připravil Muhammad Ali v zápase známém jako „The Rumble in the jungle“.
Na konci 70. let se stal pastorem evangelické církve. V roce 1987 ohlásil ve 38 letech návrat. V roce 1994 získal po zápase s Michaelem Moorerem znovu titul šampiona v těžké váze.